# Cicurina puentecilla
Cicurina puentecilla är en spindelart som beskrevs av Willis J. Gertsch 1992. Cicurina puentecilla ingår i släktet Cicurina och familjen kardarspindlar. Inga underarter finns listade i Catalogue of Life.